# 石川一家
石川一家本部位於佐賀縣佐賀市的設置，日本的指定暴力團之一・六代目山口組的3次團體，上部團體宅見組。正式成員150人，旗下12團體。

## 略年表
- 1968年6月 石川清康、秀康、芳春兄弟集合在佐賀市周邊的不良組織組成石川組。
- 1976年 改稱石川一家（總長・石川清康）。
- 1993年2月 被佐賀縣公安委員會列入指定暴力團。
- 1995年10月  加入第五代山口組旗下宅見組（組長・宅見 勝），被指定暴力團取消。
- 石川清康親弟・石川芳春就任總長代行。
- 2001年1月 石川芳春在佐賀縣諸富町的國道遭槍擊身亡。
- 池永正弘繼承二代目總長。

## 歴代總長
- 初代：石川清康（二代目宅見組副組長）
- 二代目：池永正弘（二代目宅見組副組長　初代宅見組若頭補佐）
- 三代目：渡邊 誠（二代目宅見組若頭補佐）

## 最高幹部
- 總裁・池永正弘
- 總長・渡邊 誠